# Ptychohyla dendrophasma
Espèce
Synonymes
- Hyla dendrophasma Campbell, Smith & Acevedo, 2000

Statut de conservation UICN

 CR B1ab(iii) : 
En danger critique
Ptychohyla dendrophasma est une espèce d'amphibiens de la famille des Hylidae.

## Répartition
Cette espèce est endémique du Guatemala. Elle se rencontre vers 1 270 m d'altitude dans la sierra de los Cuchumatanes dans le département de Huehuetenango,.

## Publication originale
- Campbell, Smith & Acevedo, 2000 : A New Species of Fringe-Limbed Treefrog (Hylidae) from the Sierra Los Cuchumatanes of Northwestern Guatemala. Herpetologica, vol. 56, no 2, p. 250-256.